# Nasiternella
Nasiternella (лат.) — род двукрылых семейства Pediciidae.

## Описание
Комары среднего и крупного размера коричневой окраски. Темя широкое. Усики состоят их 13—14 члеников. Когда усики самцов отогнуты назад, они едва не доходят до оснований крыльев. Крылья многих видов с множеством тёмных пятен. Только у Nasiternella regia крылья одноцветные. Длина крыльев от 10 до 24 мм. Между медиальной и кубитальной жилками две поперечных жилки. Длина тела личинки около 10 мм. На III по VIII сегментах брюшка имеются ползательные валики, у близкого рода Tricyphona эти валики на III сегменте отсутствуют. На спинной стороне тела волоски тёмные, на брюшной — светлые.

## Биология
Личинки развиваются в гнилых упавших стволах деревьев лиственных и хвойных пород. Личинки Nasiternella regia найдены в заполненных водой дуплах.

## Классификация
В составе рода 6 видов.
- Nasiternella grallator Alexander, 1962
- Nasiternella hyperborea (Osten Sacken, 1861)
- Nasiternella ignara Alexander, 1950
- Nasiternella regia Riedel[англ.], 1914
- Nasiternella tjederi Alexander, 1962
- Nasiternella varinervis (Zetterstedt, 1851)

## Распространение
Представители рода встречаются в Голарктике и Ориентальной область. В Северной Америке ареал ограничен районом Гудзонова залива в Канаде и штатах Нью-Йорк и Нью-Гемпшир в США. В Палеарктике встречаются только в Европе и на Дальнем Востоке. В Ориентальной области отмечены на востоке Гималаев и севере Мьянмы.